# Husby Sø
Husby Sø är en sjö i Danmark.   Den ligger i Holstebro kommun i Region Mittjylland, i den västra delen av landet, 280 km väster om Köpenhamn. Arean är 1,3 kvadratkilometer. Trakten runt Husby Sø består till största delen av jordbruksmark.. Strax söder om Husby Sø ligger sjön Nørresø.
Husby Sø är en av Danmarks artrikaste sjöar och ingår i Natura 2000 området Husby Sø og Nørresø.